# Peucedanum lusitanicum
Peucedanum lusitanicum är en flockblommig växtart som beskrevs av Johann Centurius von Hoffmannsegg och Schult.. Peucedanum lusitanicum ingår i släktet siljor, och familjen flockblommiga växter. Inga underarter finns listade i Catalogue of Life.